# Rhodacanthis palmeri
El pinzón koa mayor (Rhodacanthis palmeri) es una especie extinta de ave paseriforme de la familia Fringillidae que vivía en Hawái. Se consideraba que era un ave común al final del siglo XIX, pero los especímenes capturados el año 1896 resultaron ser los últimos. Se conservan unos pocos especímenes en colecciones de Cambridge, Harvard, Londres, Nueva York y Filadelfia.
Su hábitat era el bosque de la montaña Koa en Kona, en el oeste de Hawái, alrededor de los 1000 metros de altitud. No se sabe cuál fue la causa de su extinción pero se cree que ocurrió por la desaparición del bosque y la introducción de otros animales como gatos y ratas. 
Su plumaje era vistoso, su cabeza, pecho y vientre eran de color verdoso pudiendo variar entre individuos entre claro y oscuro. Los machos además sumaban a ese color un tono rojizo. Las alas, espalda y cola tenían una tonalidad mucho más oscura del mismo color. La cría presentaba las mismas tonalidades que los adultos diferenciándose por tener unas pequeñas manchas grises en la parte lateral.